# 해피시티
《해피시티》는 대한민국의 육성 온라인 게임이다. 1990년대 후반 본격적으로 인터넷 온라인게임이 활성화되기 시작했고 당시 인기게임 중에 하나였던 조이시티의 포맷을 그대로 따와서 만든 게임이다.
외계의 배경을 바탕으로 한것만 같은 조이시티와는, 배경이 전혀 다른, 국내배경을 바탕으로 제작되었다. 오픈초기에는 유저들이 모든지역에 넘쳐났다. 해피시티를 시작하여, 우연치 않게 같은동네에 사는것을 알게되고, 결혼까지 하게 된 커플들이 종종 있었다.
첫 오픈 때부터 2008년 쯔음 까지는, 운영자와 유저들의 소통도 활발히 진행되었으며, 홈페이지에 질문답변식의 글을 올리면 보통 1~3시간 이내에 운영자의 답변이 있었다. 새벽에도 운영자의 실시간답변이 이어졌고, 이러한 운영자들의 노력에 감동받은 유저들이 많았다.
게임내에 아주 긴급한 일이 발생할 경우 게시판에 운영자호출 식의 말을 적으면, 운영자가 게임에 접속을 하여 실시간으로 상황을 봐주었다. (사실, 접속을한게 아니라, 접속을 하고 있던 상태였다.)
운영자외에, 경찰 과 BJ 라는 직종이 있었으며, 이는 해피시티 운영사에서, 분기별로 직접 채용공고를 통해 선발한 인원들 이었다. 실제 연예인 못지않은 인기를 자랑하였으며, 경찰의경우, 깐깐한 경찰, 너그러운 경찰 이 나눠져있었고, 도시마다 담당경찰이 다르게 배정되었다.
경찰이되기 위해서, 이력서양식의 서류를 제출하여야 했고, 면접을 진행하여야 했으며, 별도의 시험을 통과하여야만 경찰이 되었다.
2008년 10월 조이시티측에서 흥행부진에 게임사업을 접고 서비스종료를 실시했다. 당시 많은 조이시티 유저들이 해피시티로 옮겨왔으며, 해피시티가 부흥 하는 듯 하였으나, 각종 핵 이 판을 치게되는 상황과, 잦은 서버 팅김 현상으로 유저들이 점점 줄어들었다.
해피시티 운영사는, 서버보수와 핵을 막는다는 입장으로 노력을 하였으나, 이미 정이 떨어진 유저들의 발걸음을 멈추기에는 역부족이었다.
그러한 상황에서 해피시티에서는 결정적인 실수를 하는데, 그것은 캐시아이템 을 값싸게 파는 것이었다.
해피시티에서는 부분유료화 서비스 답게, 캐시아이템이 있었고, 이 캐시아이템들이 들어가야만 만들 수 있는 아이템들이 있었다.
캐시 100원 짜리 아이템이 들어가는 경우도 있고, 캐시 5000원 짜리 아이템이 들어가는 경우도 있었다.
그런데, 이벤트를 한다고 하면서 100원짜리 캐시아이템을 50원에 팔거나, 5000원짜리 캐시아이템을 3000원에 팔아버리는등, 캐시이벤트를 남발하였다.
어쩌다 한두번 하는 경우야 있을 수 있는 일이지만, 너무 남발하는 것에 질린 유저들은 떠났다.
결국 일부 매니아들만 게임을 즐기게 되었고, 캐시이벤트 식으로 버티던, 해피시티는 2014년 6월 20일 서비스를 종료하게 되었다.
현재, 서비스가 종료된 해피시티에 향수를 느끼는 사람들이 많다. 맹목적으로 몬스터를 때려 잡고 다중 과금을 유도하는 최근 RPG 게임들에 비해 소소한 컨텐츠들로 유저간의 추억을 제공해주었던, 게임 이상의 게임이었다.
- 이지랜드

해피시티에는 이지랜드 라는 섬이 있었다.
이곳에서는 해피시티 1차직업군이라 불리는 캐리,주스리,자브리 의 활동 영역이었으며, 이곳에 가기위해서는 비행기가 있어야만 하였다.
게임내 시스템상 비행기는, 캐시19,800원 이었으며, 이벤트식으로 나오는 경우도 있었다.
현실처럼 연료라는 게 있었는데, 연료비용 및 수고비로, 게임돈10만원정도면 이지랜드로 갈 수 있었다.
사실상, 1차직업군만 이용할법했고, 이곳에서 대부분 잠수하며 생산작업을 하였고, 대부분 고스트마우스 같은 프로그램을 사용한 것으로 알고있다.
- 면허

해피시티는, 현실에 바탕을 둔 게임으로
면허 라는 존재도 필요하다.
기본적으로 운전은 면허가 필요없이 누구나 이용할 수 있었지만
비행기를 몰고다닌다거나, 배를타고다닐경우에는 면허가 필요했다.
- 집의종류

해피시티에는 집의종류가 여러 가지 있었다.
아파트, 가족방, 리치빌 3개의종류가 있으며,
혼자지내는경우에는 아파트에 혼자살고,
가족이있다면, 가족방과 아파트를 이용하였다.
가족이되면, 내아이템, 너의아이템 기준이 사라지기 때문에, 아이템관리에 각별히 신경쓰여야 했다.
리치빌은, 각마을마다 16개의 건물만 있었으며, 매달 월세식으로 몇십만원이 빠져나가게 설정이되어있었다.
빌라의 외형을 꾸미는데는 캐시가 필요했고, 인기가 한창일 때 리치빌의 가격은 현금10만원을 웃돌았다.
하지만, 가족방 에 비해 효율성이 떨어졌으며, 접근성도 낮았다. 결국, 하나의 뽀대였다.
사람들은, 방 보다 동아리방 을 선호하였다.
동아리방은, 이름과 별칭을 지정할 수 있었는데, 이름에 A 별칭에 1 을 적어서 만들면
캐릭터 고유의 스킬로 별칭 1 을 적어 바로 이동 할 수 있었기 때문이다.
동아리방에는 창고도 존재하고 있었고, 바닥에내려둔 아이템은 사라지지않았으며, 동아리방을 만든 동아리방장이 특정유저에게 아이템권한을 주지않은한, 아이템을 주울수도 없었다.
그래서 대부분 동아리방을 선호 하였으며, 동아리이름과,별칭은 중복되지않았으므로, 한 사람이 수십 수백개의 동아리방을 가지고 있기도 하였다.
- 버그

해피시티에는 알려진 버그는 없는 편 이라고 봐야한다.
몇몇 유저들이 어쩌다 우연치 않게 걸리는 경우가 있는데, 이건 시스템적 오류로 걸리는 것이지 유저들이 사용을 한것은 아니다.
단지, 핵 프로그램에 의한 경우가 많았는데, 치트오매틱 같은 누구나 구할 수 있는 기본적인 프로그램으로도 2차직업군인 만들기직업군의 완성도를 높여 이용할 수 있었다.
만들기 직업군이 만들기를 시작할때, 0% 부터시작해서, 99% 100% 가 되면, 아이템이 만들어지지만, 치트오메틱으로는 99%부터 시작하게끔 만들 수 있었다.
- 팸

해피시티에서는 클랜,길드를 공식 지원 하지 않았다.
그래서 사람들끼리 뭉쳐서 만든 팸이라는 존재가 인기가 있었다.
팸마다 가입 절차가 달랐으며, 활동영역이 달랐다.
혼자즐기는 사람들은, 팸에가입해서 즐기는 경우가 더 재미 있었다.